# União das Freguesias de Mazarefes e Vila Fria
Die União das Freguesias de Mazarefes e Vila Fria ist eine portugiesische Gemeinde (Freguesia) im Kreis (Concelho) Viana do Castelo im Nordwesten Portugals.

## Geschichte
Die Gemeinde entstand im Zuge der Gebietsreform vom 29. September 2013 durch die Zusammenlegung der ehemaligen Gemeinden Mazarefes und Vila Fria. Mazarefes wurde Sitz der neuen Verwaltung.

## Demographie
| Freguesia | Freguesia             | Freguesia | Freguesia       | ehemalige Freguesias | ehemalige Freguesias | ehemalige Freguesias | ehemalige Freguesias |
| --------- | --------------------- | --------- | --------------- | -------------------- | -------------------- | -------------------- | -------------------- |
| Wappen    | Freguesia             | Einwohner | Fläche in (km²) | Wappen               | Freguesia            | Einwohner            | Fläche in (km²)      |
|           | Mazarefes e Vila Fria | 2494      | 10,28           |                      | Mazarefes            | 1354                 | 4,06                 |
|           | Mazarefes e Vila Fria | 2494      | 10,28           | Vila Fria            | 1327                 | 6,23                 |                      |